# Ama Hemmah
Ama Hemmah, née en 1938 et morte le 21 novembre 2010, est une Ghanéenne résidant à Ajumako Asaeso, brûlée vive par des individus qui l'accusaient de sorcellerie. Ce meurtre a été fortement médiatisé au Ghana comme à l'étranger. Il a réactivé le débat public au Ghana concernant le sort des personnes victimes de ce type d'accusations.

## Biographie
Ama Hemmah est née en 1938 et réside à Ajumako Asaeso. C'est une femme pauvre, se livrant parfois à la mendicité. D'après le témoignage de son fils Stephen Kwame Offusu Yeboah, elle est saine d'esprit mais manifeste des pertes de mémoires en raison de son âge.

## Meurtre
Elle aurait décidé le 19 novembre 2010 de rendre visite à son fils habitant à Tema le soir. Sa famille lui aurait déconseillé d'entreprendre le voyage, car son fils ayant déménagé il était possible qu'elle n'arrive pas à trouver sa nouvelle adresse. Elle part néanmoins avant le lever des autres membres de la famille, au petit matin. Son fils Yeboah, mis au courant tente d'aller la chercher à la station de bus d'Ajumako pour la ramener à la maison, mais sa tentative échoue. Une habitante de Tema, ville située à 25 km d'Accra, témoigne que la vieille dame l'a approchée le jour de l'incident lui demandant de l'aide. Ama Hemmah lui a raconté qu'elle s'est perdue après s'être endormie durant le trajet, et qu'elle est descendue à Tema. Elle lui aurait demandé de la nourriture et de l'eau, ainsi que de l'argent pour pouvoir retourner à son village. Après avoir reçu un bout de pain, la vieille dame serait repartie.
Le 20 novembre 2010, Hemmah est torturée à Tema par cinq personnes qui l'accusent d'être une sorcière, jusqu'à ce qu'elle «avoue». Elle n'a a priori aucun lien avec eux. 
À l'origine du drame il y aurait eu la présence jugée étrange d'Ama Hemmah assise dans la chambre d'Emelia, sœur du pasteur Samuel Fletcher Sagoe ; Emelia était seule, ses enfants ayant été envoyés à l'école. Les cinq suspects sont le pasteur pentecôtiste Samuel Fletcher Sagoe, âgé de 55 ans, Samuel Ghunney, un photographe de 50 ans, Emelia Opoku, 37 ans, Nancy Nana Ama Akrofie, 46 ans, et Mary Sagoe, 52 ans. Ils détiennent la vieille dame 4 heures durant la torturant pour lui arracher des aveux, puis l'aspergent de kérosène et mettent le feu,,,,,.
Une étudiante infirmière vient à son secours et l'envoie au poste de police de Community One. Hemmah est ensuite transférée à Hôpital général de Tema (en), où elle meurt le lendemain,.

## Suites judiciaires
Les principaux suspects sont le pasteur et le photographe. Ils affirment avoir tenté d'exorciser Ama Hemmah, sans pratiquer aucune torture. L'huile d'onction utilisée dans le rite d'exorcisme aurait pris feu par accident,. Ils sont inculpés pour meurtre. Quatre autres personnes sont arrêtées en lien avec le crime, puis libérées sous caution en attendant le procès,. 
Le procès est instruit par Johana Yankson, qui reporte la procèdure au 20 décembre 2010, dans l'attente des résultats de l'autopsie de la victime.
Dans un article d'août 2020, le journaliste Cameron Duodu (en) s'insurge contre le fait que dix ans plus tard, justice n'a toujours pas été rendue, malgré le retentissement médiatique de cette affaire. Ce journaliste met en cause la police ainsi que la Commission des droits de l'homme et de la justice administrative (CHRAJ) créée en 1993 « en tant qu'institution indépendante conçue pour protéger les droits et libertés fondamentaux de l'homme au Ghana ». Selon lui la CHRAJ se mobiliserait davantage en faveur des personnes ayant un haut niveau d'éducation, et ne viendrait pas suffisamment en aide aux personnes les plus défavorisées socialement.

## Débats au Ghana relatifs au meurtre de Ama Hemmah
Selon le journaliste Cameron Duodu (en) le crime est « motivé par un sectarisme religieux alimenté par un fanatisme évangélique ».
Un article de NBC News daté de 2011 rapporte que le meurtre de A Hemmah a relancé dans le pays le débat sur les accusations de sorcellerie que certains voudraient rendre illégales, et sur les «camps de sorcières», qui devraient être fermés,. Selon ce même article, «la croyance en la sorcellerie et les pouvoirs surnaturels est courante dans tout le Ghana et les pays africains et est souvent encouragée par les pasteurs qui prêchent dans les nombreuses églises charismatiques du pays. Les thèmes surnaturels et la sorcellerie sont également très présents dans les films et programmes télévisés ghanéens et ouest-africains». Quant aux camps de sorcières, le gouvernement ghanéen est d'après une étude de 2020 en train de les fermer et d'oeuvrer en faveur de la réinsertion dans la société des femmes accusées de sorcellerie. Ces camps avaient pour but d'offrir un asile à des femmes dites «sorcières» et exclues de leur communauté ; toutefois, les conditions de vie y étaient déplorables.
Le  chef des services de psychiatrie du Ghana, le Dr Akwesi Osei, évoque la nécessité d'une campagne d'information sur les troubles psychologiques et sur les changements qui accompagnent la ménopause, certaines fractions de la population ayant tendance à associer à la sorcellerie des comportements jugés étranges mais qui peuvent s'expliquer scientifiquement.
Le Révérend Père Cyril G. K. Fayose (Église presbytérienne évangélique au Ghana) note l'implication d'un pasteur dans le meurtre de Ama Hemmah ; toutefois il estime que le problème tient aux croyances polythéistes.